# 이상해씨
《이상해씨》(フシギダネ 후시기다네[*], 영어: Bulbasaur 불바소어[*])은 포켓몬스터 시리즈에 등장하는 가공의 캐릭터(몬스터)이다. 한국명인 '이상해씨'는 일본명에서 フシギ(不思議)의 한국어 역인 '이상하다'에 タネ(種)의 한국어 역인 '씨'(씨앗)를 붙여 만든 합성어이다.

## 특징
포켓몬 목록의 첫 번째 포켓몬이면서, 피카츄와 달리 전국도감의 No.1이면서 개구리와 비슷한 녹색의 몸에 커다란 씨를 등에 짊어진 모습을 하고 있다. 도감에는 동물인지 식물인지 알 수 없다고 나온다. 이 씨는 맨 처음 태어날 때부터 심어져 있는 것으로, 생후 얼마간은 이 씨를 통해 영양분을 공급받는다. 이상해풀로 진화하면 등의 씨에서 풀이 나오며, 이상해꽃이 되면 꽃이 핀다. 네발동물과 그 등에 기생하는 식물이 공생관계를 이루고 있다는 설정 또한 존재한다. 또, 울음소리는 씨 ~씨다. 썬&문 43화에서는 이상~이상이라고 한다.

## 작품 속 등장

### 게임
《포켓몬스터 적·녹·청》 및 《포켓몬스터 파이어 레드·리프 그린》에서 최초에 선택할 수 있는 포켓몬 3종류(이상해씨, 파이리, 꼬부기) 중의 하나이며, DP의 한자랑의 뒷마당에서 잡을 수 있다. 레벨 16에 이상해풀로 진화한다. 하트 골드, 소울 실버에서는 스타팅 포켓몬 중 2번째로 받을 수 있다.

### 애니메이션
《포켓몬스터》10화에서, 버려진 포켓몬들의 보호소에서 지킴이 역할을 하는 존재로 나왔다. 이후 보호소를 운영하는 여성으로부터 한지우에게 맡겨지며 여행을 같이하게 된다. 덩굴을 로프처럼 사용하여 한지우를 돕는 등, 포켓몬 배틀 이외에서도 활약이 컸으며, 이상해풀로 진화하는 것을 거부하는 등, 고집센 면도 보여주었다. 오박사의 연구소 정원에서 키워지고 있던 포켓몬들의 세력다툼을 잠재운 일을 계기로, 오박사 연구소에서 살게 된다. 초창기 포켓몬 가운데 가장 오랫동안 한지우 곁에서 활약했던 포켓몬이다. 특유의 울음소리 '다네다네'(ダネダネ)(한국어판에서는 "씨씨", 포켓몬 리그 때부터는 "이상~이상~" 등)가 인상적이다. 시로가네 리그가 진행 중이던 포켓몬스터 270화에서 다시 등장해 쥰이치의 레어코일을 이기고, 메가니움과는 무승부를 기록한다. 훗날 《포켓몬스터 AG》 189화에서 기선을 상대로 한 배틀 피라미드에서의 4:4 배틀에서 미라몽에게 승리하고, 솔록과 무승부를 하는 등 오렌지제도 이후로는 절대 지지 않는 모습을 보여줬다.
《포켓몬스터 AG》에서는 히로인인 봄이가 '금단의 숲'에서 암컷 이상해씨를 잡는다. 꽃을 좋아하는 여자아이 같은 성격과 뺨에 하트 모양의 무늬가 나있는 특징을 가졌다. 이후 한지우의 이상해씨와 함께 오박사의 연구소에서 살게 된다. AG 시리즈가 끝나고 DP의 윤진컵에서는 이상해꽃으로 진화해있었다,

### 기타
- 극장판 《뮤츠의 역습》에서는 복제 형태와 일반 지우의 이상해씨로 두마리의 이상해씨가 등장하였다. 단편영화 《피카츄의 여름방학》에서도 등장한다.
- 만화책 《포켓몬스터 스페셜》에서 레드가 오박사에게 받아서 사용한다.
- 토미판 피규어, 입체도감으로 발매되었다.

## 진화
이상해씨는 16레벨때 이상해풀로 진화하며, 이상해풀은 32레벨때 이상해꽃으로 진화한다.

## 메가 진화
《포켓몬스터 XY》에서는 메가 진화를 얻게 되었다.
메가 진화를 하게 되면 특성이 《두꺼운 지방》으로 바뀌게 되면서 약점인 불, 얼음 포켓몬의 데미지를 반감시킬 수 있다.
오르는 능력은 공격, 방어, 특수공격, 특수방어으로 능력이 골고루 오르게 된다.

## 같이 보기
- 포켓몬스터
- 포켓몬의 목록